# Sân bay quốc tế Piedras Negras
Sân bay quốc tế Piedras Negras (IATA: PDS, ICAO: MMPG) là một sân bay quốc tế ở Piedras Negras, Coahuila, México, gần biên giới Hoa Kỳ-Mexico. Sân bay này có một đường cất hạ cánh dài 2028 m có bề mặt asphalt.

## Các hãng hàng không và các tuyến điểm
Hiện có các hãng sau hoạt động tại sân bay quốc tế Piedras Negras:
- Aeroméxico
  - Aeroméxico Connect (Monterrey)